# Angela Iacobellis
Angela Iacobellis, född 16 oktober 1948 i Rom, död 27 mars 1961 i Neapel, var en italiensk flicka som avled i leukemi. Efter Iacobellis död berättade människor att de hade blivit bönhörda av Gud på Iacobellis förbön. År 1991 inleddes Angela Iacobellis helgonförklaringsprocess och påve Johannes Paulus II  utropade henne som Guds tjänare.

### Webbkällor
- ”Serva di Dio Angela Iacobellis, fanciulla”. Santi e Beati. https://www.santiebeati.it/Detailed/91193.html. Läst 11 juli 2024.